# ACVic Centre d'Arts Contemporànies
ACVic Centre d'Arts Contemporànies és un equipament cultural públic ubicat a Vic i destinat a la promoció de la creació, la investigació, la producció i la difusió de propostes vinculades a les pràctiques artístiques contemporànies. El seu objectiu és treballar en un context tant nacional com internacional, difonent la seva pròpia activitat i acollir i interaccionar amb altres experiències d'artistes o actors culturals externs, en una lògica de coparticipació. La seva línia d'acció està centrada «en la relació entre l'activitat educativa, el territori i la interacció social». Es va crear el 2010 i durant el 2011 va tenir 3.435 usuaris. El seu director és Ramon Parramon. ACVic Centre d'Arts Contemporànies forma part de la Xarxa de Centres d'Art Visual de Catalunya.

## Funcionament
ACVIC és resultat de la cooperació entre l'Ajuntament de Vic, el Departament de Cultura de la Generalitat de Catalunya i H. Associació per a les Arts Contemporànies. El centre d'art s'obre a artistes, arquitectes, dissenyadors, professors, gestors culturals, comissaris, educadors, investigadors socials i al públic en general perquè puguin compartir projectes i crear una plataforma d'acció cultural. També programa cursos relacionats amb la pràctica artística. La recerca, la producció, l'educació i la comunicació formen part de la programació d'activitats del centre d'art. De fet, el programa proposa que la gent, des de diferents registres, pugui participar-hi de manera activa.